# جاز فيوجن

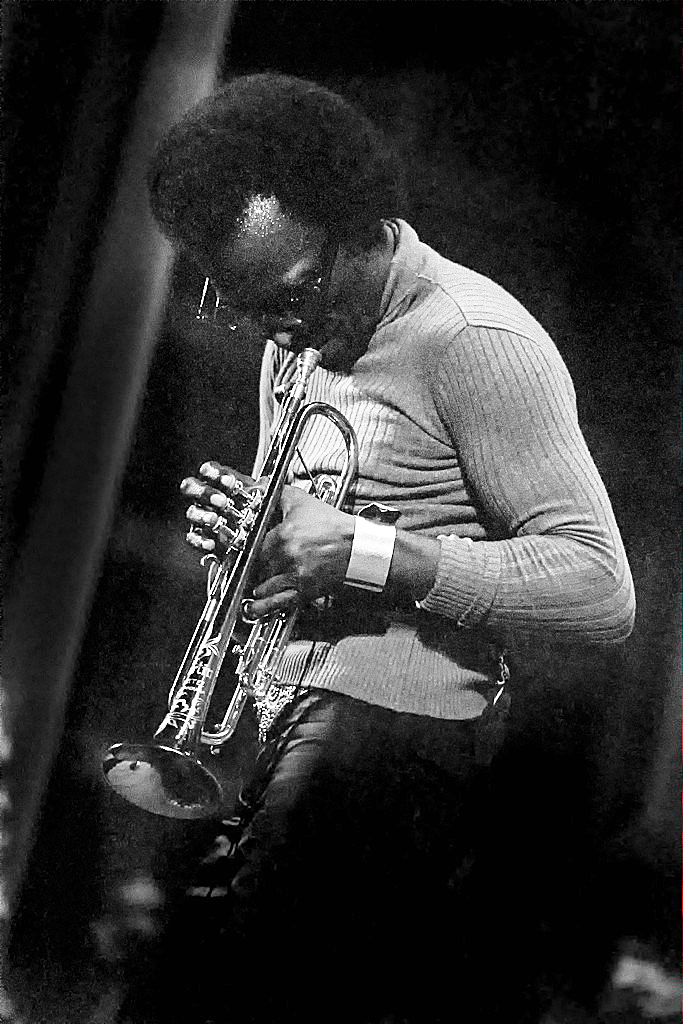
مايلز ديفيس (1926 -1991)

الجاز فيوجن (بالإنجليزية: Jazz fusion، ويُعرف اختصارًا باسم الفيوجن) هو نمط موسيقي طُور في نهاية ستينيات القرن العشرين حين جمع الموسيقيون بين التناغم والارتجال اللذين يميزان الجاز مع موسيقى الروك والفانك والريذم آند بلوز (آر آند بي). إذ بدأ في تلك الفترة استخدام الغيتارات الكهربائية ومضخمات الصوت وآلات المفاتيح -التي كانت شائعة في موسيقى الروك آند رول- من قِبل موسيقيي الجاز، لا سيما الذين نشؤوا على سماع موسيقى الروك آند رول من بينهم.
يتنوع تعقيد التوزيع الموسيقي في موسيقى الجاز فيوجن تنوعًا كبيرًا؛ فبعضها يستخدم توليفات جمل لحنية تقوم على وحدات إيقاع تكرارية تُعزف بالترافق مع نوتة واحدة أو كورد واحد وفق لحن بسيط يتكرر مرارًا، في حين يستخدم بعضها الآخر كوردات متتالية محكمة تسير وفق أوزان إيقاعية غير تقليدية أو ألحان تترافق مع نغمات ثانوية تمتزج معها في خلفيتها. وعادةً ما تتضمن هذه التوزيعات الموسيقية -سواءً كانت بسيطة أو مركبة- مقاطع مرتجَلة تتنوع في أطوالها، كما في أشكال موسيقى الجاز الأخرى.
وكما هي الحال في موسيقى الجاز، يقوم الجاز فيوجن على آلات النفخ النحاسية والخشبية مثل البوق (الترومبيت) والساكسوفون، لكن كثيرًا ما يُستعاض عن هذه الآلات بآلات أخرى. ويقل استخدام فرق الجاز فيوجن للبيانو والكمان الأجهر، في حين يغلب استخدامها للغيتار الكهربائي والسنثسيزر وغيتار البيس.
يُستخدم مصطلح «الجاز روك» في بعض الأحيان مرادفًا لمصطلح «الجاز فيوجن»، إضافةً إلى دلالته على الأعمال التي كانت تؤدى من قبل فرق الروك التي أضافت عناصر من الجاز إلى موسيقاها في فترة ستينيات وسبعينيات القرن العشرين. وبعد عقد من الشعبية خلال السبعينيات، اتسعت مساحة الارتجال والتجريب في موسيقى الفيوجن خلال الثمانينيات بالتوازي مع تطوير أسلوب موسيقي مناسب للإذاعة سُمي باسم السموث جاز. واستمر التجريب في التسعينيات والعقد الأول من القرن الحادي والعشرين. وقد تتضمن ألبومات موسيقى الفيوجن -حتى تلك التي تكون من أداء فنان واحد أو فرقة واحدة- عدة أساليب موسيقية متنوعة. وأكثر من اعتباره أسلوبًا موسيقيًا منتظمًا، يمكن النظر إلى الفيوجن على أنه مقاربة موسيقية أو تقليد موسيقي.

## الجاز روك
يُستخدم مصطلح «الجاز روك» (بالإنجليزية: jazz rock or jazz/rock) في بعض الأحيان مرادفًا لمصطلح «الجاز فيوجن»، وقد ورد ذكر فرقة ذا فري سبيريتس عدة مرات بوصفها أول فرقة جاز روك.
وقد مزجت عدة فرق روك، مثل كولوسيوم وشيكاغو وبلود سويت آند تيرز وسوفت ماشين ونوكليس وبراند إكس وذا مذرز أوف إنفنشن، ما بين الجاز والروك والآلات الموسيقية الكهربائية. وكان الجاز فيوجن لدى مايلز ديفيس «لحنًا صرفًا وتلوينًا نغميًا»، في حين كانت موسيقى فرانك زابا أقرب إلى «التركيب المعقد» واتصفت بأنها «لا يمكن التنبؤ بها». أطلق زابا ألبومه الفردي الذي يحمل عنوان هوت راتس في عام 1969، وضم مقطوعات موسيقية طويلة ظهر فيها تأثير الجاز. وأطلق كذلك ألبومين (هما ذا غراند وازو وواكا/جاواكا) في عام 1972 كانا متأثرين بموسيقى الجاز، وعزف جورج ديوك وإينسلي دونبار في كل منهما.
يقول دليل أول ميوزك إن مصطلح الجاز روك «قد يشير إلى أكثر فرق المزاوجة الموسيقية صخبًا وجموحًا واستخدامًا للآلات الكهربائية من بين فرق الجاز، لكنه يصف على الأغلب مؤدين ينتمون إلى جانب الروك من المعادلة... وظهر الجاز روك للمرة الأولى في أواخر الستينيات [القرن العشرين] بوصفه محاولة للمزاوجة بين القوة العميقة للروك والتركيب الموسيقي المعقد والألعاب الارتجالية التي تميز الجاز. وبما أن الروك كان غالبًا ما يؤكد على المباشرة والبساطة على حساب البراعة الفنية، فقد نشأ الجاز روك عمومًا من أكثر أنماط الروك الفرعية طموحًا فنيًا في أواخر الستينيات وأوائل السبعينيات: السايكيدليا والبروغريسيف روك وحركة المغني المؤلف».
ووفقًا لمؤلف الجاز ستيوارت نيكلسون، فقد كان الجاز روك موازيًا للجاز الحر من حيث كونه «قاب قوسين أو أدنى من إحداث لغة موسيقية جديدة كاملة في ستينيات القرن العشرين»، وقال إن ألبومي إيميرجنسي! (1969) لفرقة توني ويليامز لايفتايم وأغارتا (1975) لمايلز ديفيس «أوحيا بإمكانية التطور إلى شيء قد يعرّف نفسه في نهاية المطاف بوصفه نمطًا موسيقيًا قائمًا بحد ذاته بعيدًا عن الأجواء والأعراف المعتمدة لدى أي شيء عُرف من قبله»، وتابع قائلًا إن هذا التطور قد كُبح من قِبل النزعة التجارية، إذ إن النمط «شهد طفرةً حولته إلى نوع مميز من موسيقى البوب المتأثرة بالجاز وانتهى به المطاف إلى الإقامة في إذاعات الراديو» في نهاية السبعينيات.
وفي السبعينيات، جرت في المملكة المتحدة مزاوجة بين نمط الفيوجن الأمريكي والبروغريسيف روك وموسيقى السايكيدليا، وضمت الفرق الموسيقية التي كانت جزءًا من هذه الحركة كلًا من براند إكس (مع فيل كولنز من فرقة جينيسيس) وبروفورد (بل بروفورد من فرقة يس) ونوكليس (بقيادة إيان كار) وفرقة سوفت ماشين. ونمت هذه الحركة في أنحاء أوروبا والعالم بفضل فرق موسيقية مثل ماغما في فرنسا وباسبورت في ألمانيا، وعازفي الإيتار جان أكرمان (هولندا) وفولكر كريغل (ألمانيا) وتيرجي ريبدال (النرويج) وجوكا تولونين (فنلندا) وريو كاواساكي (اليابان) وكازومي واتانابي (اليابان).

## السموث جاز
بحلول بدايات ثمانينيات القرن العشرين، صُنف معظم نمط الفيوجن الأصلي ضمن فروع أخرى للجاز والروك، وبالتحديد السموث جاز، وهو نمط فرعي من الفيوجن مناسب للبث الإذاعي تأثر بأنماط الآر آند بي والفانك والبوب. يمكن تعقب تاريخ السموث جاز إلى أواخر الستينيات على الأقل، حين عمل المنتج كريد تايلور مع عازف الإيتار ويس مونتغومري على ثلاثة ألبومات ذات توجه موسيقي شعبي. وقد أسس تايلور شركة سي تي آي ريكوردز التي سجل العديد من مؤدي الجاز المرموقين أعمالًا لصالحها، من بينهم فريدي هوبارد وتشيت بيكر وجورج بنسون وستانلي تورنتين.
وأخذ الدمج بين الجاز والروك/بوب توجهًا ذا نزعة تجارية أكبر في أواخر السبعينيات وبداية الثمانينيات، إذ تجلى ذلك على شكل ألحان ذات بنية صوتية أكثر نعومة يمكن أن تناسب قوائم الأغاني في محطات إذاعة موسيقى السوفت روك. وتقول مقالة دليل أول ميوزك حول الفيوجن: «لسوء الحظ، بسبب تحول موسيقى الفيوجن إلى آلة لجني الأرباح والتراجع الفني للروك منذ منتصف السبعينيات، تمثل معظم ما كان يصنَف ضمن نمط الفيوجن في الحقيقة من جمع بين الجاز والبوب اليسير على الآذان وموسيقى الآر آند بي الخفيفة».
أنتج مايكل وراندي بيكر موسيقى جاز متأثرة بالفانك برفقة عازفين فرديين، واعتُبر ديفيد سانبورن صوتًا «عاطفيًا» و«مؤثرًا». غير أن كيني جي تعرض للنقد من قبل هواة الفيوجن والجاز في آن معًا، إضافة إلى بعض الموسيقيين، رغم نجاحه التجاري الهائل. ويجادل الناقد الموسيقي جورج غراهام بأن «أعمال أشخاص مثل كيني جي، التي تُصنف ضمن «ما يدعى» السموث جاز، لا تملك أي شيء من الاتقاد والإبداع الذي ميز معظم مشهد موسيقى الفيوجن خلال أوجها في سبعينيات القرن العشرين».